# 齿瓣开口箭
齿瓣开口箭（学名：Tupistra fimbriata）为天门冬科开口箭属的植物，是中国的特有植物。分布在中国大陆的四川、云南等地，生长于海拔1,200米至2,800米的地区，一般生长在林下、灌丛中潮湿处及沟边，目前尚未由人工引种栽培。

## 异名
- Tupistra fimbriata Hand.-Mazz. var. breviloba H. Li et J. L. Huang